# Anne-Sophie Mutter
Anne-Sophie Mutter (Rheinfelden, 29 giugno 1963) è una violinista tedesca.

## Biografia
Iniziò a 6 anni lo studio del pianoforte, ma dopo qualche tempo preferì passare al violino, studiando con Erna Honigberger, proveniente dalla scuola del grande didatta Carl Flesch e successivamente con Aida Stucki.
Dopo aver vinto numerosi concorsi, le fu concesso di abbandonare gli studi regolari di formazione musicale per dedicarsi quindi all'attività concertistica. All'età di 15 anni, il celebre direttore d'orchestra austriaco Herbert von Karajan la invitò a suonare insieme ai Berliner Philharmoniker. Il suo debutto ufficiale risale al 1976, quando al Festival di Salisburgo suonò con la English Chamber Orchestra, sotto la direzione di Daniel Barenboim.
A Salisburgo esegue nel 1977 il Concerto per violino e orchestra n. 2 (Mozart), nel 1978 il Concerto triplo (Beethoven) con Yo-Yo Ma con i Berliner Philharmoniker diretti da Karajan, nel 1980 il Concerto per violino e orchestra (Beethoven) diretta da Karajan, nel 1981 il Concerto per violino e orchestra (Brahms) con i Wiener Philharmoniker diretta da Karajan, nel 1983 un concerto con Alexis Weissenberg in musiche di Johannes Brahms, nel 1984 Le quattro stagioni di Vivaldi, nel 1985 il Concerto per violino e orchestra (Čajkovskij) diretta da Karajan, nel 1987 il Concerto per violino e orchestra n. 3 (Mozart) ed il Concerto per violino e orchestra n. 5 (Mozart), nel 1988 Chain II di Witold Lutosławski diretta dal compositore, nel 1989 ancora il Concerto per violino e orchestra n. 3 (Mozart) diretta da James Levine, nel 1990 un concerto con il pianista Lambert Orkis, nel 1992 un concerto con il pianista Phillip Moll ed il Concerto per violino e orchestra in Re minore, Op.47 di Jean Sibelius con gli Academy of St. Martin in the Fields diretta da Sir Neville Marriner, nel 1994 un recital, nel 1996 ancora il Concerto per violino e orchestra (Brahms) con la New York Philharmonic, nel 2002 suona e dirige i Wiener Philharmoniker in musiche di Mozart in un concerto con Yuri Bashmet e da sola e nel 2010 Gesungene Zeit – Music for Violin and Orchestra di Wolfgang Rihm diretta da Riccardo Chailly.
A 16 anni, Mutter fece la sua prima registrazione del Terzo e Quinto Concerto per Violino di Mozart con i Berliner Philharmoniker diretti da Karajan. In quell'anno fu insignita del titolo di "Artista dell'anno". Nel 1980 fece il suo debutto negli Stati Uniti con la New York Philharmonic diretta da Zubin Mehta. Da allora si è esibita nelle più prestigiose sale da concerto di tutto il mondo riscuotendo grandissimo successo.
Nel 1986 è protagonista della prima esecuzione assoluta nella Tonhalle di Zurigo di "Chain II" di Witold Lutosławski. Nello stesso vince il premio dell'Accademia Musicale Chigiana.
Per il Teatro alla Scala di Milano nel 1986 esegue il Concerto per violino e orchestra (Brahms), nel 1992 il Concerto per violino e orchestra in Re minore, Op. 47 di Jean Sibelius con la London Symphony Orchestra diretta da Michael Tilson Thomas, nel 1998 3 Sonate di Beethoven, nel 2004 il Concerto per violino e orchestra (Beethoven) con la Filarmonica della Scala diretta da Riccardo Muti al Teatro degli Arcimboldi trasmesso da Retequattro e nel 2012 il Concerto per violino e orchestra n. 3 (Mozart) ed il Concerto per violino e orchestra n. 5 (Mozart). Al Teatro La Fenice di Venezia nel 1987 esegue il Concerto per violino e orchestra (Beethoven) e la Sinfonia concertante per violino, viola e orchestra (Mozart) con l'Orchestra di Padova e del Veneto con Bruno Giuranna direttore e viola solista.
Nel 2003 vince l'Herbert von Karajan Music Prize del Festspielhaus Baden-Baden.
Nel 2019 riceve il Polar Music Prize.
Nel gennaio 2020 è il violino solista dei due concerti dei Wiener Philharmoniker dedicati alle colonne sonore cinematografiche di John Williams, con il compositore alla direzione.
Nel 2022 verrà nuovamente diretta da John Williams (con la Boston Symphony Orchestra) nella prima registrazione del Concerto per violino e orchestra op. 2 dello stesso Williams.

### Strumenti
Ha iniziato la sua carriera suonando un violino Nicolò Gagliano del 1755. Attualmente possiede due Stradivari, l'“Emiliani” (1703) e il “Lord Dunn-Raven” (1710), e due strumenti moderni: un violino Andrew Finnigan & Pia Klaembt del 1999 e un Roberto Regazzi del 2005.

A proposito dello Stradivari "Lord Dunn-Raven" ha detto:
(Mutter)

## Vita privata
Dal 2002 al 2006 è stata sposata con il direttore d'orchestra André Previn. I due hanno poi divorziato, ma rimanendo in buoni rapporti, tanto da aver avviato insieme alcune collaborazioni.

## Discografia
Ha inciso molti CD per numerose case discografiche internazionali. Al 2013, dopo oltre 35 anni di carriera, Mutter aveva venduto 10 milioni di dischi.

### CD (parziale)
- Bach, Concerto for 2 Violins in D Minor/Violin Concertos in A Minor & E Major - Anne-Sophie Mutter/English Chamber Orchestra/Salvatore Accardo, 1983 EMI
- Bach, J.S. Gubaidulina, Violin Concertos BWV 1041 & BWV 1042/In Tempus Praesens - Anne-Sophie Mutter/Trondheim Soloists/London Symphony Orchestra/Valery Gergiev, 2008 Deutsche Grammophon - prima posizione nella classifica Classical Albums statunitense
- Beethoven, Conc. vl. - Mutter/Karajan/BPO, 1979 Deutsche Grammophon
- Beethoven, Conc. vl./Romanze vl. n. 1-2 - Mutter/Masur/NYPO, 2002 Deutsche Grammophon
- Beethoven, Son. vl. e pf. n. 5, 9 - Mutter/Orkis, 1998 Deutsche Grammophon
- Beethoven, Trii archi (compl.) - Mutter/Giuranna/Rostropovich, Deutsche Grammophon
- Beethoven, The Violin Sonatas - Mutter/Orkis, 1998 Deutsche Grammophon - Grammy Award for Best Chamber Music Performance 2000
- Beethoven, Triple Concerto; Overtures - Anne-Sophie Mutter/Berliner Philharmoniker/Mark Zeltser/Yo-Yo Ma, 1985 Deutsche Grammophon
- Berg Rihm, Violin Concerto/Time Chant - Mutter/Chicago Symphony Orchestra/Levine, 1992 Deutsche Grammophon - Miglior interpretazione solista di musica classica con orchestra (Grammy) 1994
- Brahms, Son. vl. e pf. n. 1-3 - Mutter/Orkis, 2009 Deutsche Grammophon
- Brahms, Violin Sonatas Nos. 1-3 - Anne-Sophie Mutter/Alexis Weissenberg, 1983 EMI
- Brahms Beethoven, Conc. vl./Triplo conc. - Karajan/Mutter/Zeltser/Ma/BPO, 2003 Deutsche Grammophon
- Ciaikovsky, Conc. vl. - Mutter/Karajan/WPO, Deutsche Grammophon
- Tchaikovsky Korngold, Violin Concertos - André Previn/Anne-Sophie Mutter/London Symphony Orchestra/Wiener Philharmoniker, 2004 Deutsche Grammophon
- Dutilleux/Bartók/Stravinsky: Violin Concertos - Anne-Sophie Mutter, 2005 Deutsche Grammophon
- Dvorak, Conc. vl./Mazurka op. 49/Romance op. 11/Humoresque op. 101 - Mutter/Honeck/BPO, 2013 Deutsche Grammophon
- Lalo, Symphonie espagnole - Anne-Sophie Mutter/Herbert von Karajan/Seiji Ozawa, 2001 EMI
- Lutoslawski: Piano Concerto - Partita - Chain 2 - Anne-Sophie Mutter/BBC Symphony Orchestra/Krystian Zimerman/Phillip Moll, 2002 Deutsche Grammophon
- Mendelssohn, Violin Concerto, Op. 64; Piano Trio, Op. 49; Violin Sonata in F Major (1838) - Anne-Sophie Mutter/André Previn/Lynn Harrell/Gewandhausorchester Leipzig/Kurt Masur, 2008 Deutsche Grammophon - ottava posizione nella Classical Albums
- Mendelssohn Bruch, Conc. vl./Conc. vl. n. 1 - Mutter/Karajan/BP, 1981 Deutsche Grammophon
- Mozart, Conc. vl. n. 1-5/Sinf. conc. K. 364 - Mutter/Bashmet/LPO, 2005 Deutsche Grammophon
- Mozart: Violin Concerto No. 1, Sinfonia Concertante K. 364 - Academy of St. Martin in the Fields/Anne-Sophie Mutter/Bruno Giuranna/Sir Neville Marriner, 1991 EMI
- Mozart, Conc. vl. n. 3, 5 - Mutter/Karajan/BPO, 1978 Deutsche Grammophon
- Mozart, Complete Violin Sonatas - Anne-Sophie Mutter/Lambert Orkis, 2006 Deutsche Grammophon
- Mozart, Piano Trios K. 548, 542 & 502 - André Previn/Anne-Sophie Mutter/Daniel Müller-Schott, 2006 Deutsche Grammophon
- Penderecki, Metamorphosen - Mutter/Orkis/London Symphony Orchestra, 1997 Deutsche Grammophon - Miglior interpretazione solista di musica classica con orchestra (Grammy) 1999
- Previn Bernstein, Violin Concerto/Serenade - Mutter/Boston Symphony Orchestra/London Symphony Orchestra, 2003 Deutsche Grammophon - Miglior interpretazione solista di musica classica con orchestra (Grammy) 2005
- Rihm: Lichtes Spiel; Currier: Time Machines - Anne-Sophie Mutter/New York Philharmonic/Alan Gilbert/Michael Francis, 2011 Deutsche Grammophon
- Sibelius: Violin Concerto Op. 47; Serenades - Humoresque - Anne-Sophie Mutter/André Previn/Staatskapelle Dresden, 1995 Deutsche Grammophon
- Vivaldi, Le Quattro Stagioni - Anne-Sophie Mutter/Herbert von Karajan/Wiener Philharmoniker, 1984 EMI
- Vivaldi Tartini, Quattro stagioni/Trillo diav. - Mutter/Trondheim Soloist, 1999 Deutsche Grammophon - nona posizione in Norvegia
- Karajan Mutter, Tutte le registrazioni DG (1978-88) - Mutter/Karajan/BPO, Deutsche Grammophon
- Mutter, Carmen-Fantasie - Levine/WPO, 1992 Deutsche Grammophon
- Mutter, Romance - Anne-Sophie Mutter, 1995 Deutsche Grammophon
- Great Moments of Anne-Sophie Mutter - 1995 EMI
- Mutter, The Berlin Recital - Anne-Sophie Mutter/Lamberto Orkis, 1996 Deutsche Grammophon
- Mutter, Recital 2000 - Anne-Sophie Mutter/Lamberto Orkis, 2000 Deutsche Grammophon
- Mutter, Tango Song and Dance - Anne-Sophie Mutter, 2003 Deutsche Grammophon
- Mutter, The club album. Live from Yellow Lounge (Berlino, 7-8 marzo 2015) - Orkis/Esfahani/Mutter's Virtuosi, Deutsche Grammophon
- Mutter Orkis, The silver album - 25 anni di collaborazione - 1995/2014 Deutsche Grammophon
- Simply Anne-Sophie - Anne-Sophie Mutter, 2006 Deutsche Grammophon
- Best of Anne-Sophie Mutter - 2010 EMI
- Sublime Mutter! - Anne-Sophie Mutter, 2012 EMI

### DVD & BLU-RAY parziale
- Mozart, Conc. vl. n. 1-5/Sinf. conc. K. 364, Mutter/Bashmet/Camerata Salzb., 2005 Deutsche Grammophon